# 張應化
張應化（16世紀—17世紀），字汝誠，浙江金華府浦江縣東隅人，明朝政治人物。

## 生平
張應化是萬曆十三年（1585年）乙酉科應天鄉試舉人，二十六年（1598年）授西平知縣，當時正值饑荒，縣民流散，他多方招納，買牛種、建廬室安頓人民，再修葺縣學、興建士倉；翌年再次饑荒，他上疏建議賑災不獲批，就拿出俸祿興建粥廠贍養飢民，親自乘馬冒著雪夜行視察鄉里，全活無數人民，再明年增設社倉、擴建共濟莊以備災情，修築南北關以鞏固城池，編寫縣志紀錄縣事。六年後朝廷以卓異徵召他，離任時人民遮道挽留，不久得知父親去世，立刻趕回家鄉，悲傷過度而逝世。

## 引用
1. 1 2  民國《浦江縣志稿·卷九·人物志》：張應化，字汝誠，東隅人，幼穎悟嗜學，由邑庠貢成均，領應天鄉薦，萬曆戊戌除西平令，時大祲之餘，邑民流散亡，應化至，百方招徠，買牛種闢室廬給之，稍稍安輯乃葺黌序，集多士倉廒里社以次修舉。明年又祲，建議請賑不給，乃盡出資俸為粥廠贍飢民，親乘馬冒雪夜行視諸鄉保中，所全活無數，又明年增社倉、擴共濟莊以備不虞，築南北關以固形勞，志邑乘以紀文物，凡循撫六載以卓異徵，將就道民遮擁不得行，既聞父憂馳歸，哀毀成疾卒。
2. ↑  民國《浦江縣志稿·卷六·人物志》：萬曆十三年乙酉科（舉人） 張應化 應天中式